# Ultra! Ultra!
Ultra! Ultra! je třetí sólové album člena skupiny PSH a rappera Vladimira 518 z jara roku 2017 vydané pod labelem Bigg Boss. Na albu se vyskytují stálí hosté jako Roman Holý, Orion, James Cole, Separ a Hugo Toxxx, ale i také nové tváře co se týče Vladimirových featuringů jako Albert Černý, Yzomandias, Katarzia a Pil C. Na produkci se podíleli Aid Kid, DJ Wich, Doshi, Mike Trafik, NOBODYLISTEN, Peakcock, Roman Holý, Sabrehart, Zdeněk "Hmyzák" Novák a Sifon ze skupiny WWW. Deska byla přijata poněkud rozporuplně.

## Seznam skladeb (CD)
| Pořadí         | Název                                                       | Délka |
| -------------- | ----------------------------------------------------------- | ----- |
| 1.             | Heroin feat. Albert Černý (prod. Mike Trafik)               | 4:08  |
| 2.             | Krev neni voda feat. Orion (prod. Mike Trafik)              | 4:39  |
| 3.             | Fakta a fikce (prod. Mike Trafik)                           | 4:02  |
| 4.             | Nemam pro tebe lék feat. James Cole (prod. DJ Wich)         | 5:28  |
| 5.             | Jenom jestli víš feat. Separ (prod. Mike Trafik)            | 4:08  |
| 6.             | Jak řekl M feat. Albert Černý (prod. Aid Kid)               | 4:31  |
| 7.             | Nic mi neni svatý (prod. Mike Trafik, Peakcock)             | 4:33  |
| 8.             | Můj nepřítel feat. Roman Holý (prod. Roman Holý)            | 3:59  |
| 9.             | Někdo ti něco asi vzal feat. Yzomandias (prod. Mike Trafik) | 3:29  |
| 10.            | StyleKeeper (prod. Mike Trafik)                             | 3:09  |
| 11.            | Úterý (prod. Zdeněk "Hmyzák Novák, Mike Trafik)             | 0:59  |
| 12.            | Deadline feat. Katarzia (prod. Sifon)                       | 4:00  |
| 13.            | Zákony brácho feat. Pil C (prod. NOBODYLISTEN)              | 4:00  |
| 14.            | Jednou až vyrostu (prod. Sabrehart)                         | 3:21  |
| 15.            | Vzbuď mě až skončíš feat. Hugo Toxxx (prod. Doshi)          | 4:02  |
| 16.            | Zázrak (prod. Mike Trafik)                                  | 1:19  |
| Celková délka: | Celková délka:                                              | 59:47 |